# Antecedente penal

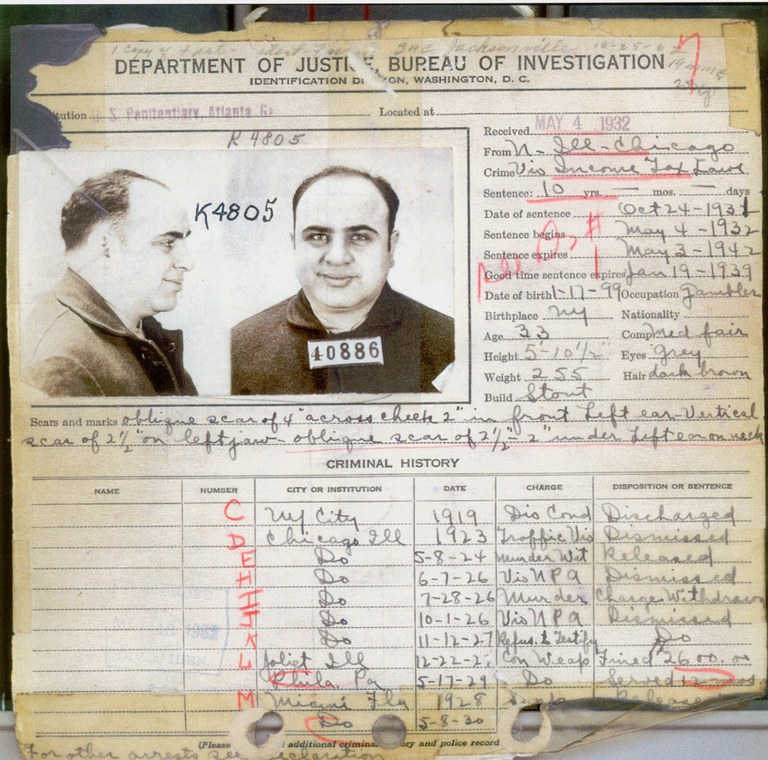
Antecedente penale de Al Capone de la Penitenciaría Federal de EE. UU. En Atlanta, Georgia (1932)

Los antecedentes penales son constancia oficial de que una persona ha sido condenada con sentencia firme por un delito, debido a un agotamiento de todas las posibilidades de recurso de apelación, también porque la parte condenada no hubiese interpuesto en tiempo y forma dicho recurso contra la sentencia condenatoria o porque la sentencia judicial en segunda o tercera instancia, la confirmaran como de culpabilidad, y es predicable sobre hechos que sean de infracción penal calificados como delitos en general, donde deben incluirse también los delitos leves.
No son antecedentes penales las contravenciones, el sobreseimiento y la absolución dado que no son condenas.

## Ordenamiento jurídico de los antecedentes penales
Las normas jurídicas de los antecedentes penales en un determinado país y en una época concreta, está regido por la Constitución del Estado en donde se cometieren los delitos.

## Diferencia entre los antecedentes penales y los policiales
Es necesario diferenciar los antecedentes penales de los policiales, ya que los penales se generan debido a una condena en el ámbito de la Justicia penal, en cambio los antecedentes policiales son datos personales del individuo, obtenidos sin el consentimiento explícito de la persona afectada, recogidos por la policía en el marco de la prevención e indagación de delitos o infracciones administrativas, por lo cual reúnen información sobre una persona, cuando las faltas todavía no han sido puestas a disposición judicial o de la autoridad administrativa correspondiente para ser juzgados, y aunque en principio solo deberían recoger los datos que resulten necesarios para evitar una posible infracción, la policía puede llegar a recoger datos sobre la ideología, religión, creencias, afiliación sindical, raza, salud y vida sexual de la persona investigada, que podrían catalogarse de desfavorables si se originan como resultado de una detención por una infracción penal.

## Cancelación de los antecedentes penales
Los antecedentes penales no pueden tener una duración vitalicia sino que deben estar limitados en el tiempo y por lo tanto ser cancelados, de oficio o a instancia de la parte interesada, cuando se cumplan determinados requisitos que establece el Código Penal de cada país.